# 大屯路东站
大屯路东站是北京地铁5号线和15号线的一座换乘站，位于北京市朝阳区大屯街道北苑路、大屯路交叉口。

## 位置
本站位于北苑路（南北向）与大屯路（东西向）交汇处。5号线位于交汇处北侧，北苑路中间，南北向高架布置；15号线车站则位于交汇处东侧，大屯路地下东西向布置。

## 结构
5号线车站为高架车站，采用侧式站台设计。車站色調為白色。
15号线车站为地下车站，岛式站台设计，五柱六跨结构，宽44米，是北京地铁最宽的车站。5号线月台北端设有一条渡线，以及北行路轨东侧设有一条停车线，15号线月台西端设有一条存车线，供15号线列车用作区间车折返。
- 改造中的大屯路东站（2015年10月摄）
- 改造后的5号线站体外观（2017年3月摄）
- 改造后的5号线站厅（2021年4月摄）
- 15号线站厅（2021年4月摄）

| 地上三层 5号线站台层  | 侧式站台，右側開门              | 侧式站台，右側開门               |
| 地上三层 5号线站台层  | █ 5号线往天通苑北（北苑路北）   |                                  |
| 地上三层 5号线站台层  | █ 5号线往宋家庄（惠新西街北口） |                                  |
| 地上三层 5号线站台层  | 侧式站台，右側開门              |                                  |
| 地上二层 5号线站厅层  | 5号线站厅                       | 客务中心、进出站闸机             |
| 地面层                | 出入口                          | A-H出入口                        |
| 地下一层 15号线站厅层 | 15号线站厅                      | 客务中心、进出站闸机             |
| 地下二层 15号线站台层 |                                 | █ 15号线往清华东路西口（安立路） |
| 地下二层 15号线站台层 | 岛式站台，左側開门              |                                  |
| 地下二层 15号线站台层 | █ 15号线往俸伯（关庄）          |                                  |

## 出入口
大屯路东站共有7个出入口，目前仅开通5个，A2、H1未开通。
5号线A2口除地面入口外，还在二层连接金泉港商场。由于该商场只开放了位于地下的超市和四层的电影院，一层除入口外大部分以及二、三层均封闭，因此该出入口无法启用。
15号线H1口设在商业建筑中，原计划通过天桥连接5号线车站的换乘通道由该出入口附近引出，但这套方案因一体化项目未建而临时搁置。该出入口已于2021年正式完工，并在重大办官方网站2021年工作总结中名义上被列为已开通的出入口（但运营方和媒体均未报道该出入口相关新闻），实际上由于该出入口所在的建筑未启用，截至2024年10月，该出入口仍未开通。
|                               |        |                  |      |            |
|                               |        |                  |      |            |
| 编号                          | 指示   | 建议前往的目的地 | 照片 | 無障礙設施 |
| 连通 5号线站厅                |        |                  |      |            |
| 出口 · A · 1 · 轮椅升降台标志 | 北苑路 | 金泉家园         |      |            |
| （未开通）                    |        |                  |      | 不適用     |
| 出口 · B · 1 · 轮椅升降台标志 | 北苑路 |                  |      |            |
| 出口 · B · 2                  | 北苑路 |                  |      | 不適用     |
| 连通 15号线站厅               |        |                  |      |            |
| 出口 · G · 轮椅升降台标志     | 大屯路 |                  |      |            |
| （未开通）                    |        |                  |      | 不適用     |
| 出口 · H · 2                  | 大屯路 | 安慧北里逸园     |      | 不適用     |
| 註： 設有輪椅升降台           |        |                  |      |            |

## 历史

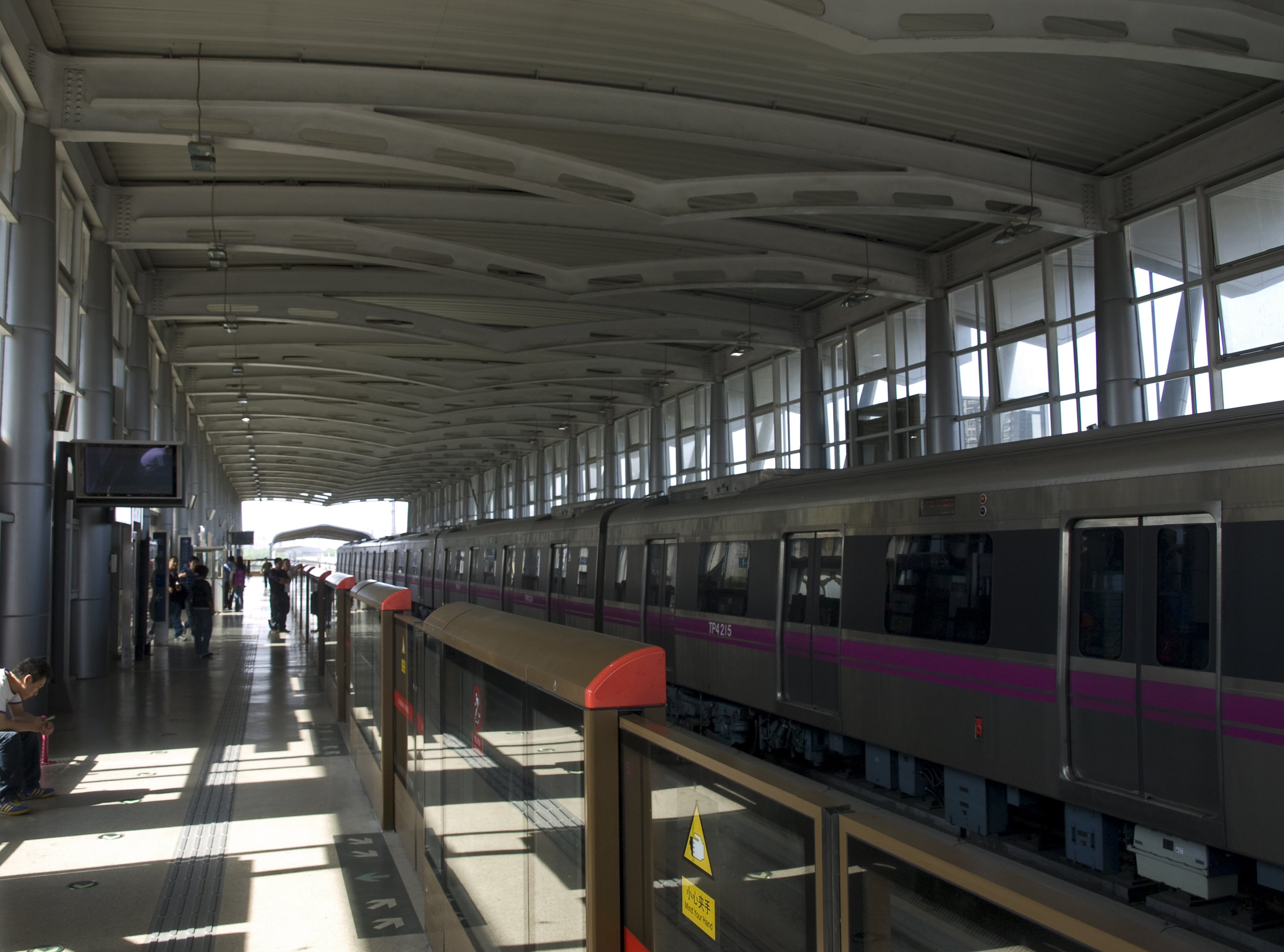
改造前的5号线大屯路东站（2010年5月摄）

2007年10月7日，北京地铁5号线开通，大屯路东高架车站同期投入使用。5号线车站设计时没有对换乘进行任何预留，车站尺寸也偏小，因而为了接入15号线换乘，需要进行加宽改造。但本站所在的15号线一期西段于2014年12月28日通车时，仍然未有启动进行加宽改造工程，换乘通道也未能完工，因而无法跟随15号线西延段同步开通，当时15号线所有列车均不停靠並通过本站。直至到2015年10月至12月，5号线车站封闭才正式进行了加宽和改造换乘通道，改造后的车站于12月11日投入使用，而在换乘通道及进行进一步施工之后，同年12月26日，15号线车站正式启用。